# Onorificenze slovene
La Repubblica di Slovenia possiede un sistema di ordini e decorazioni (in sloveno Odlikovanja Republike Slovenije) per i cittadini che hanno compiuto grandi opere per il (o per conto del) Paese.

## Ordini della Libertà della Repubblica di Slovenia
Gli Ordini della Libertà della Repubblica di Slovenia (Zlati častni znak svobode RS) sono delle decorazioni speciali "per i servizi resi alla difesa e all'affermazione della sovranità della Repubblica di Slovenia o soltanto in connessione ai suddetti atti relativi alla conquista dell'indipendenza". Sono il più alto premio civile assegnato dal governo sloveno.
I tre livelli dell'Ordine della Libertà sono:
- L'Ordine d'Oro della Libertà (Zlati častni znak svobode RS) è una medaglia da appendere al collo. È una versione d'oro del medaglione dell'Ordine della Libertà, adornato di un laccio blu con delle strisce tricolori. Anche la spilla è d'oro.
- L'Ordine d'Argento della Libertà (Srebrni častni znak svobode RS) è una medaglia simile a quella dell'Ordine della Libertà, ma il medaglione e la spilla sono d'argento.
- L'Ordine della Libertà (Častni znak svobode RS) è simboleggiato da un piccolo medaglione di cristallo, con un cerchio tricolore al centro.